# Cornel Cărpinișan
Cornel Cărpinișan (n. 5 aprilie 1904, Orăștie — d. 5 martie 1970, București) a fost un medic chirurg român, membru titular al Academiei de Științe Medicale (1969). A fost inițiatorul chirurgiei toracice clinice și experimentale din România. Contribuțiile sale la dezvoltarea medicinii din România sunt legate de dezvoltarea tratamentului operator al tuberculozei pulmonare, lucrări în domeniul chirurgiei pericardului, introducerea unor noi tehnici operatorii și perfecționarea instrumentarului și aparturii folosite în chirurgia toracică.
În anul 1928, în cadrul Facultății de medicină din Cluj, primește titlu de doctor și susține lucrarea Criptorhidia. În anul 1935 este medic primar chirurg, între 1938-1940 este chirurg principal la Sanatoriul de tuberculoză din Moroieni, iar între 1941-1948 chirurg la Serviciul de chirurgie pulmonară în Spitalul din Brașov. Între 1949-1955 este conferențiar, iar între 1955-1969 profesor, predând chirurgia toracică, la Universitatea de Medicină din București.

## Lucrări
- Toracoplastia cu apicoliză extrafascială (1941)
- Probleme de chirurgie toracică (1954)
- Patologia chirurgicală a toracelui (1971)

## Distincții
- Ordinul Muncii clasa a II-a (21 august 1954) „pentru merite deosebite pe tărîmul construcției de stat, economice, sociale și culturale, cu ocazia celei de a zecea aniversări a eliberării patriei noastre”[1]
- titlul de Medic Emerit al Republicii Populare Romîne (18 august 1964) „pentru merite excepționale și realizări deosebite în domeniul ocrotirii sănătății oamenilor muncii”[2]